# Schneiders Zwergpuffotter
Schneiders Zwergpuffotter (Bitis schneideri) (auch Namaqua-Zwergpuffotter) ist eine kleine Giftschlange aus der Familie der Vipern. Sie kommt im südlichen Küstenbereich Namibias und im westlichen Südafrika vor. Die bewachsenen Sanddünen der Küste sind ihr Lebensraum.

## Merkmale
Schneiders Zwergpuffotter ähnelt im Körperbau der der Zwergpuffotter (Bitis peringueyi). Sie ist mit 19 bis maximal 28 Zentimetern Körperlänge die kleinste aller Bitis-Arten. Über den relativ kleinen Augen befindet sich je eine kleine, etwas verlängerte Schuppe. Sie ist meist grau oder grau-braun gefärbt, mit drei Reihen rundlicher, dunkler Flecken mit hellem Zentrum.

## Lebensweise
Die nachtaktive Schlange verbringt den Tag im Sand eingegraben, meist im Schatten eines größeren Grasbüschels. Sie ernährt sich hauptsächlich von kleinen Echsen und kann sich durch Seitenwinden fortbewegen. 
Der Wurf besteht aus 3 – 4 Jungtieren. Bisse sollen bei Menschen nur lokale Symptome hervor rufen. Schneiders Zwergpuffotter ist durch den fortschreitenden Diamant-Tagebau in ihrem Lebensraum zunehmend in ihrem Bestand gefährdet.

## Schlangengift
Das Gift dieser Viper ist weniger gefährlich. Meist zeigt es lediglich lokale Erscheinungen.